# Врака
Врака (алб. Vrakë или Vraka) је регион у сјеверној Албанији у округу Скадар. Регион обухвата насеља смјештена на обали Скадарског језера, неких 7 km северно од града Скадра. Овај етнографски регион насељавају Срби-Црногорци, Подгоричани (како тамо називају Словене муслимане) и Албанци; то је центар српско-црногорске заједнице у Албанији.

## Насеља
Године 2007. лингвисти Клаус Штајнке и Џелал Или су радом на терену утврдили тачност навода у литератури из прошлости, о постојању села етничких мањина која говори српским језиком. У области Скадра постоји седам села са словенском популацијом која говори црногорски дијалект српског језика.
- Мали Борич
- Велики Борич
- Каменица
- Раш и Куле
- Гриљ
- Омара

## Однос власти према српској заједници
Године 1989. четврт Борич је одвојена од села Борич. Током ратова у Југославији 1995. године пријављено је да је било инцидената насиља над српско-црногорском мањином на мјестима као што су Мали Борич и Велики Борич, и такође да је албанска влада покушала присилно да им одузме земљу.  Српско-црногорска мањина у округу Скадар и области Велика Малесија тврди да их власти третирају непрописно. Албанска полиција ухапсила је бројне људе из села, након суђења Бећиру Лешевићу оптуженом за шпијунирање за југословенску тајну службу. 

## Познате личности
- Никола Вулић — српски академик
- Васо Кадић — народни херој Албаније
- Бранко Кадић — народни херој Албаније
- Јордан Мишовић — народни херој Албаније
- Коста Миличевић — сликар
- Милош Ђерђ Никола — писац